# Terra amortitzada
La terra amortitzada era aquell terreny de propietat privada que no es pot comprar ni vendre i s'havien de transmetre en herència. Aquest tipus de propietats eren molt freqüents durant l'edat mitjana, ja que l'economia es basava en l'agricultura. Degut a la falta d'interès dels propietaris d'aquestes terres, es trobaven desmillorades, endarrerides i sense produir el necessari. Carles III d'Espanya (1759-1788) va fer unes reformes per tal de vendre aquestes terres, és a dir, de desamortització. Aquesta nova reforma va ser un llarg procés històric-econòmic iniciat a Espanya a finals del segle xviii per Manuel Godoy (1798) i tancat ja molt entrat el segle XX (16 de desembre de 1924), i va consistir a posar al mercat, mitjançant subhasta pública, les terres i béns no productius en poder de les anomenades “mans mortes” que no les conreaven, gairebé sempre l'Església Catòlica o els ordes religiosos, que els havien acumulats com a habituals beneficiàries de donacions, testaments i abintestats, a fi d'augmentar la riquesa nacional i crear una burgesia i classe mitjana de llauradors propietaris. A més, l'erari obtenia uns ingressos extraordinaris amb els quals es pretenien amortitzar els títols de deute públic.